# Len Deighton
Pour les articles homonymes, voir Deighton.
 (juin 2025).
Len Deighton, nom de plume de Leonard Cyril Deighton, né le 18 février 1929 à Marylebone à Londres, est un historien, écrivain et scénariste britannique, auteur de nombreux romans d'espionnage et romans historiques.

## Biographie
Il abandonne ses études à seize ans et devient cheminot quelque temps. Pendant la Seconde Guerre mondiale, il s'engage dans la Royal Air Force où il est photographe officiel des enquêtes internes. À la démobilisation de 1949, il obtient une bourse d'études qui lui permet de s'inscrire aux Beaux-Arts.
Son diplôme en poche, il exerce divers métiers : steward sur de grandes lignes ferroviaires, pâtissier, enseignant, graphiste, illustrateur et directeur artistique d'une agence de publicité.
À l'aube des années 1960, en pleine Guerre froide, il publie un premier roman d'espionnage, The Ipcress File (1962), qui lui vaut un succès immédiat. Pourtant, son héros est une sorte de petit fonctionnaire si effacé que son nom même n'est jamais révélé. Féru d'histoire militaire, il s'agit néanmoins d'un espion d'expérience dont les qualités cardinales sont la patience et la sagacité. Agent du renseignement britannique pendant la guerre, il a été recruté par le WOOC(P), un service d'espionnage provisoire attaché à un cabinet ministériel, pour mener à bien et en toute discrétion des enquêtes à caractère international. Cet espion sans nom apparaît dans quelques romans de haute tenue qui rapprochent Deighton de John Le Carré par le sujet et de Raymond Chandler par le style. Dans l'adaptation cinématographique de Sidney Furie, intitulée Ipcress, danger immédiat, le personnage, interprété par Michael Caine, prend le nom de Harry Palmer.
En 1969 l'auteur est admis au Detection Club.
En 1969, il signe le scénario de Ah Dieu ! que la guerre est jolie (Oh! What a Lovely War), film musical britannique réalisé par Richard Attenborough, d'après la pièce éponyme de Charles Chilton.
Deighton a également publié dix récits d'espionnage plus standard mettant en scène Bernard Samson, l'agent du MI6, des études historiques fort bien documentées sur la Deuxième Guerre mondiale et un roman de science-fiction, SS-GB (1978), une uchronie douce-amère qui réécrit l'histoire en faisant capituler l'Empire britannique devant l'Allemagne nazi dès 1941.

## Œuvre

### Romans

#### SérieEspion sans nom
- The IPCRESS File (1962) Publié en français sous le titre IPCRESS, danger immédiat, traduit par Renée Tesnière, Paris, Éditions Robert Laffont, 1965 ; réédition Paris, Le Livre de poche no 2202, 1967 ; réédition, Paris, 10/18 no 1957, 1988
- Horse Under Water (1963) Publié en français sous le titre Neige sous l'eau, traduit par Laure Casseau, Paris, Éditions Robert Laffont, 1966 ; réédition, Paris, Le Livre de poche no 3566, 1973 ; réédition, Paris, 10/18 no 1878, 1987
- Funeral in Berlin (1964) Publié en français sous le titre Mes funérailles à Berlin, traduit par Jean Capella, Paris, Éditions Robert Laffont, 1965 ; réédition, Paris, Le Livre de poche no 2422, 1968 ; réédition, Paris, 10/18 no 1879, 1987
- Billion Dollar Brain (1966) Publié en français sous le titre Un milliard de dollars, traduit par Jacques B. Hess, Paris, Presses de la Cité, 1967 ; réédition, Paris, Presses de la Cité, Un Mystère 3e série no 21, 1968 (édition tronquée)

Peuvent être rattachés à ce cycle :
- An Expensive Place to Die (en) (1967) Publié en feuilleton dans Playboy[1]
- Spy Story (1974) Publié en français sous le titre Manœuvres en eaux troubles, traduit par le colonel M. Beaudu, Paris, Presses de la Cité, 1975
- Yesterday's Spy (1975) Publié en français sous le titre Le Retour de l'espion, traduit par Anne-Marie Soulac, Paris, Fayard, 1980
- Twinkle, Twinkle, Little Spy (UK, 1976) - Catch a falling spy (USA, 1976) Publié en français sous le titre Scintille, scintille, petit espion, traduit par Anne-Marie Soulac, Paris, Fayard, 1980

#### SérieBernard Samson
- Berlin Game (1983) Publié en français sous le titre Le Réseau Brahms, traduit par Sara Oudin, Paris, Robert Laffont, 1984 ; réédition sous le titre Réseau Brahms Pocket no 2790, 1987
- Mexico Set (1984) Publié en français sous le titre Mexico Poker, Paris, Robert Laffont, 1985 ; réédition Pocket no 2791, 1987
- London Match (1985) Publié en français sous le titre London Match, traduit par Sara Oudin, Paris, Robert Laffont, 1987 ; réédition Pocket no 2792, 1988
- Spy Hook (1988) Publié en français sous le titre Prélude pour un espion, traduit par Jean Bourdier, Paris, De Fallois, 1992 ; réédition, Paris, Le Livre de poche no 7633, 1994
- Spy Line (1989) Publié en français sous le titre Fantaisie pour un espion, traduit par Jean Bourdier, Paris, De Fallois, 1993; réédition, Paris, Le Livre de poche no 7634, 1994
- Spy Sinker (1990) Publié en français sous le titre Fugue pour un espion, traduit par Jean Bourdier, Paris, De Fallois, 1994; réédition, Paris, Le Livre de poche no 7652, 1995
- Faith (1994)
- Hope (1995)
- Charity (1996)

Peut être rattaché à ce cycle :
- Winter - A Berlin Family 1899-1945 (1987)

#### Autres romans
- Only When I Larf (1968) Publié en français sous le titre Seulement quand je ris, Paris, Presses de la Cité, Un mystère 3e série no 9, 1969
- Bomber (1970) Publié en français sous le titre Un ciel pour bombardiers, traduit par Gladys Molinari, Paris, Presses de la Cité, 1972 ; réédition Pocket no 1229, 1975
- Close-Up (1972)
- SS-GB - Nazi Occupied Britain (1978) Publié en français sous le titre SS-GB Les Allemands ont envahi l'Angleterre, traduit par Jean Rosenthal, Paris, Fayard, 1979 ; réédition sous le titre SS-GB, Québec, Alire, coll. Romans no 9, 1997; réédition sous le titre SS-GB, Paris, Denoël coll. « Sueurs froides » 2017
- XPD (1980)
- Goodbye, Mickey Mouse (1982) Publié en français sous le titre Adieu Mickey Mouse, traduit par Jean Bourdier, Paris, Julliard, 1982
- Mamista (1991)
- City of Gold (1992)
- Violent Ward (1993)
- Sherlock Holmes and the Titanic Swindle (2006)

### Recueil de nouvelles
- Eleven Declarations of War (1971)

### Théâtre
- Pests: a Play in Three Acts (1994)

### Études historiques
- Fighter:The True Story of the Battle of Britain (1977) Publié en français sous le titre Le Temps des aigles - la vérité sur la bataille d'Angleterre, traduit par Guy Casaril, Paris, Flammarion, 1983
- Airshipwreck (1978)
- Blitzkrieg: From the Rise of Hitler to the Fall of Dunkirk (1979)
- The Orient Flight L.Z. 127-Graf Zeppelin (1980)
- Blood, Tears and Folly: An Objective Look at World War II (1993)

### Cuisine
- Action Cook Book / Cookstrip Cookbook, 1965
- Ou est le Garlic? / Basic French Cooking, 1965
- ABC of French Food, 1989
- Len Deighton's French Cooking for Men, 2010

## Filmographie

### Adaptations

#### Cinéma
- 1965 : Ipcress, danger immédiat
- 1966 : Mes funérailles à Berlin
- 1967 : Un cerveau d'un milliard de dollars
- 1968 : Trio d'escrocs (Only When I Larf)
- 1976 : Histoire d'espions (Spy Story) de Lindsay Shonteff

#### Télévision
- 1988 : Game, Set and Match (en)
- 2017 : SS-GB
- 2022 : Harry Palmer : The Ipcress File

### En tant que scénariste

#### Au cinéma
- 1969 : Ah Dieu ! que la guerre est jolie (Oh! What a Lovely War), film musical britannique réalisé par Richard Attenborough, scénario de Len Deighton d'après la pièce éponyme de Charles Chilton, avec Wendy Allnutt (en), Colin Farrell et Malcolm McFee

#### À la télévision
- 1963 : Long Past Glory, épisode 88, saison 4, de la série télévisée britannique Armchair Theatre réalisé par Charles Jarrott, avec David Andrews, Maurice Denham et John Le Mesurier

## Sources
1. ↑  https://retroculturati.com/2018/04/08/an-expensive-place-to-die/

- Claude Mesplède (dir.), Dictionnaire des littératures policières, vol. 1 : A - I, Nantes, Joseph K, coll. « Temps noir », 2007, 1054 p. (ISBN 978-2-910-68644-4, OCLC 315873251), p. 553-555.